# Seegefecht vom 13. Januar 1797
Das Seegefecht vom 13. Januar 1797 (französisch: Naufrage du Droits de l’Homme, englisch: Action of 13 January 1797) war ein Seegefecht zwischen einem französischen Linienschiff und zwei britischen Fregatten. Das Gefecht fand vor der bretonischen Küste während des ersten Koalitionskrieges statt. Während des Kampfes manövrierten die Fregatten das viel größere französische Schiff aus und trieben es bei schwerem Seegang an die Küste, wodurch zwischen 400 und 1.000 der 1.300 Personen an Bord ums Leben kamen. Eine der britischen Fregatten ging bei dem Gefecht ebenfalls verloren, wobei sechs Matrosen ertranken, nachdem sie auf eine Sandbank gelaufen waren.

## Hintergrund
Im Dezember 1796, brach ein französisches Expeditionskorps von Brest aus, um Irland einzunehmen. Diese Armee von 18.000 französischen Soldaten sollte sich mit der geheimen Organisation der irischen Republikaner, den United Irishmen, zusammenschließen und einen Aufstand auf der ganzen Insel auslösen. Frankreich hoffte, dass der daraus resultierende Krieg Großbritannien dazu zwingen würde Frieden zu schließen oder die Kontrolle über Irland zu riskieren.

## Auslaufen der Französischen Flotte
Die französische Flotte unter Morard de Galles plante, in der Nacht vom 15. auf den 16. Dezember im Schutze der Dunkelheit aus der französischen Marinefestung Brest auszulaufen. Die britische Kanalflotte unterhielt normalerweise ein Geschwader vor Brest, um den Hafen zu blockieren, aber ihr Kommandeur, Konteradmiral John Colpoys, hatte seine Truppe wegen schwerer atlantischer Winterstürme von ihrem üblichen Standort 20 Seemeilen (37 km) vor der Küste auf 40 Seemeilen (74 km) nordwestlich von Brest zurückgezogen. Die einzigen britischen Schiffe, die sich in Sichtweite von Brest befanden, waren ein küstennahes Fregattengeschwader unter Edward Pellew auf der Indefatigable, begleitet von der Amazon, der Phoebe, der Révolutionnaire und dem Lugger Duke of York.

Pellew hatte das Auslaufen der französischen Flotte aus dem Hafen in der Abenddämmerung beobachtet und entsandte die Phoebe nach Colpoys und die Amazon zur Hauptflotte nach Portsmouth, um sie zu warnen. Anschließend näherte er sich mit der Indefatigable der Einfahrt nach Brest, um die französischen Bewegungen zu stören. In der Annahme, dass es sich bei den Fregatten in der Bucht um die Vorhut einer größeren britischen Streitmacht handeln müsse, versuchte de Galles, seine Flotte durch den Raz de Sein zu führen. Dieser Kanal war eine enge, felsige und gefährliche Passage, und de Galles setzte Korvetten als provisorische Feuerschiffe ein, um seine Hauptflotte durch die Passage zu leiten. Pellew beobachtete dies und segelte mit der Indefatigable mitten durch die französische Flotte, wobei er scheinbar wahllos Raketen abfeuerte. Durch dieses Manöver gelang es ihm, die Séduisant so zu verwirren, dass sie auf den Felsen von Grand Stevenent auflief, wobei über 680 der 1300 Mann Besatzung ums Leben kamen. Nachdem Pellew seine Aufgabe, erfüllt hatte, brachte er sein verbliebenes Geschwader nach Falmouth und übermittelte der Admiralität per optischem Telepraphen einen Bericht.

## Verfolgung
Am 13. Januar befand sich auch Pellew mit der Indefatigable auf dem Rückweg nach Brest, begleitet von der Amazon unter dem Kommando von Kapitän Robert Carthew Reynolds. Während der Rest der Kanalflotte die Franzosen erfolglos verfolgte, hatte Pellew seine Schiffe in Falmouth umrüsten und mit Nachschub versorgen lassen, so dass beide Fregatten in voller Besatzung, gut bewaffnet und einsatzbereit waren. Am 13. Januar um 13:00 Uhr näherten sich die britischen Schiffe bei dichtem Nebel der Insel Ushant, als sie in der Dunkelheit ein anderes Schiff entdeckten.

Bei diesem Schiff, das deutlich größer war als die beiden britischen Schiffe, handelte es sich um die Droits de l’Homme. Zur gleichen Zeit entdeckten die Ausgucke des französischen Schiffes die Briten, und Lacrosse stand vor dem Dilemma, ob er den Feind angreifen sollte oder nicht. Er wusste, dass sein Schiff weitaus größer war als die beiden gegnerischen Schiffe, hatte aber zuvor Segel in westlicher Richtung gesichtet, die er für die Briten hielt, und sah sich daher in der Unterzahl und möglicherweise umzingelt. Außerdem war Lacrosse besorgt über den zunehmenden Sturm und die felsige Leeküste, die eine beträchtliche Gefahr für sein Schiff darstellten, das eine Halbbrigade der französischen Armee einschließlich General Jean Humbert an Bord hatte, die in einer sinnlosen Seeschlacht nicht gefährdet werden konnte.

Lacrosse war entschlossen, eine Schlacht zu vermeiden, und wandte sich nach Südosten, in der Hoffnung, seinen Gegner bei den starken Winden durch eine größere Segelfläche überholen zu können. Pellew dagegen versuchte, die Droits de l’Homme von der französischen Küste zu isolieren, da er zu diesem Zeitpunkt noch nicht wusste, wer sein Gegner war. Im Verlauf der Verfolgung verschlechterte sich das Wetter. Eine schwere Sturmböe fegte über die Landzunge von Ushant und brachte die See in Aufruhr, was das Steuern und Zielen erschwerte. Um 16:15 Uhr brach die Vor- und Großmarsstenge der Droits de l’Homme in den starken Winden. Dadurch wurde das französische Schiff drastisch verlangsamt und Pellew konnte zur Droits de l’Homme aufschließen.
Pellew war sich bewusst, dass seine Fregatte dem französischen Linienschiff weit unterlegen war und dass die 8 Seemeilen (15 km) entfernte Amazon nicht groß genug war, um das Gleichgewicht wiederherzustellen, wenn sie eintraf. Er ging jedoch zu Recht davon aus, dass der Ozean zu rau war, als dass Lacrosse seine unteren Geschützpforten öffnen konnte, ohne Gefahr zu laufen, dass schwere Wellen in sie eindringen und die Droits de l’Homme zum kentern bringen würden. Obwohl sich dadurch die Zahl der verfügbaren Geschütze auf dem französischen Schiff verringerte, war Lacrosse in Bezug auf Größe, Gewicht der Geschosse und Mannstärke immer noch im Vorteil.

## Gefecht
Zur Überraschung von Lacrosse und seinen Offizieren wich die Indefatigable nicht vor dem Linienschiff zurück und passierte es auch nicht, wie erwartet, in großer Entfernung nach Lee. Stattdessen schloss Pellew um 17:30 Uhr zum Heck der Droits de l’Homme auf und feuerte eine Breitseite in Längsrichtung auf das französische Schiff. Lacrosse ließ sein Schiff daraufhin beidrehen um sich der Bedrohung zuzuwenden und das Feuer zuerwidern. Pellew versuchte daraufhin, an der Droits de l’Homme vorbei zu ziehen und sein vorheriges Manöver vom Bug aus zu wiederholen. Um dies zu verhindern gab Lacrosse Befehl, die Indefatigable zu rammen. Der Indefatigable gelang es zwar dem französischen Schiff auszuweichen wurde jedoch von mehreren Kanonenkugeln getroffen.
Im Laufe der nächsten 75 Minuten bis zum erreichen der Amazon gegen 18:45 Uhr manövrierten die Indefatigable und die Droits de l’Homme umeinander herum und tauschten, Kanonensalven miteinander aus. Die Amazon näherte sich dem größeren französischen Schiff mit allen gesetzten Segeln bis auf Kernschussweite, bevor sie die Droits de l’Homme angriff. Um nicht in ein Kreuzfeuer zu geraten manövierte er die Droits de l’Homme so dass  sich beide britischen Schiffe in Luv befanden. Durch die höhere Feuerkraft der Franzosen waren die beiden britischen Schiffe gegen 19:30 Uhr gezwungen sich zurückzuziehen, um dringende Reparaturen durchzuführen. Die Droits de l’Homme nutzte ebenfalls die Gelegenheit, um ihre Schäden zu beheben und setzte ihre Fahrt in Richtung Ost-Süd-Ost fort.
Um 20:30 Uhr waren die Fregatten zu dem französischen Schiff zurückgekehrt und begannen, vor dem Bug der Droits de l’Homme zu kreuzen und sie wiederholt zu beschießen. Lacrosses zunehmend verzweifelte Versuche, die britischen Schiffe zu rammen und zu entern blieben allesamt erfolglos. Das wenige Kanonenfeuer, das er einsetzen konnte, stellte sich als wirkungslos heraus da das Rollen des Schiffs ein zuverlässiges Zielen verhinderte.
Um 22:30 Uhr befand sich die Droits de l’Homme in ernsten Schwierigkeiten. Die britischen Kanonensalven hatten den Besanmast zerstört und zu schweren Verlusten unter ihrer Besatzung geführt. Pellew und Reynolds, die den angeschlagenen Zustand ihres Gegners beobachteten, postierten sich querab des französischen Schiffes, wobei sie weiter auf die Franzosen feuerten. Kurz nach 00:00 Uhr hatten die Franzosen sämtliche ihrer 4000 Kanonenkugeln verschossen und Lacrosse war gezwungen, die von ihm mitgeführten Granaten zu verwenden, die für die Armee in Irland bestimmt waren. Diese erwiesen sich bei den starken Winden als noch weniger wirksam, veranlassten die Fregatten aber die Distanz zu vergrößern. Um 04:00 Uhr morgens begannen sich die Auswirkungen des elfstündigen Kampfes unter den schlimmsten Wetterbedingungen bemerkbar zu machen. Alle drei Schiffe hatten sowohl durch das Wetter als auch durch den Kanonenbeschuss schwere Schäden erlitten. Dennoch dauerte das Gefecht weiter an bis der Ausguck der Indefatigable gegen 04:30 Uhr etwa 2 Seemeilen (3,7 km) in Lee Land sichtete.
Pellew ließ unverzüglich Richtung Meer abdrehen, und signalisierte Reynolds, ihm zu folgen. Obwohl beide Schiffe durch das Gefecht und das Wetter schwer beschädigt worden waren, gelang es ihnen, einen Legerwall zu verhindern, wobei die Amazon nach Norden und die Indefatigable auf Drängen ihres bretonischen Lotsen nach Süden abdrehte. Zunächst glaubte man, dass es sich bei dem gesichteten Land um die Küste von Ushant handelte, die den Schiffen viel Spielraum zum Manövrieren gelassen hätte. Doch um 06:30 Uhr, als sich der Himmel aufhellte, stellte man auf der Indefatigable fest, dass sich im Süden und Osten Brecher befanden, was darauf hindeutete, dass die drei Schiffe während der Nacht in die Bucht von Audierne abgedriftet waren. Als Pellew seine Lage erkannte, versuchte er gegen den Wind nach Westen zu kreuzen. Aufgrund ihrer Wende nach Norden hatte die Amazon noch weniger Spielraum zum Manövrieren als die Indefatigable, sodass sie um 05:00 Uhr auf eine Sandbank aufgelaufen war. Nach mehrstündigen gescheiterten Versuchen die Amazon wieder flott zu machen gab Reynolds um 08:00 Uhr den Befehl das Schiff zu verlassen.
Die Droits de l’Homme war weitaus schwerer beschädigt als die britischen Fregatten und befand sich näher an der Küste. Bei dem verzweifelten Versuch nicht an die Küste getrieben zu werden, brachen Fockmast und Bugspriet des Schiffes unter dem Druck des Windes zusammen. Da das Schiff praktisch nicht mehr steuerbar war, befahl Lacrosse, die Anker zu setzen, um, das Schiff in Position zu halten, bis Reparaturen vorgenommen werden konnten. Da bis auf zwei Anker alle anderen während des Gefechts verloren gingen, konnte sich das Schiff nicht lange halten und um 07:00 Uhr lief die Droits de l’Homme in der Nähe der Stadt Plozévet auf eine Sandbank.

## Nachwirkungen
Auf Britischer Seite gab es 9 Tote und 33 Verwundete. Die französischen Verluste beliefen sich nach der Schlacht auf etwa 100 Tote und 150 Verwundete. Durch die stürmische See kamen jedoch in den folgenden Tagen weitere 1000 Mann hinzu. Der hohe Wellengang riss immer wieder Männer überbord und verhinderte ein Ablassen von Rettungsbooten.

## Bemerkungen
1. ↑   Aufgrund eines ungewöhnlichen Konstruktionsmerkmals lagen die Pforten 36 cm tiefer als üblich, so dass das Meer bei jedem Versuch, sie zu öffnen, hereinströmte, was jeglichen Beschuss vom Unterdeck aus verhinderte und die Feuerkraft des Schiffes halbierte.